# 奥蒂斯·哈里斯
奥蒂斯·哈里斯（英語：Otis Harris，1982年6月30日—），生于密西西比州爱德华兹，美国田径运动员。他曾获2004年夏季奥林匹克运动会男子400米银牌和男子4×400米接力金牌。

## 外部連結
- 奥蒂斯·哈里斯在的頁面